# ندیمه زیبای پرث
«ندیمه زیبای پرث» (انگلیسی: The Fair Maid of Perth) یک کتاب از والتر اسکات است. عنوان دیگر این کتاب، روز سنت والنتاین می‌باشد که بر اساس اتفاقات تاریخی عجیب اما واقعی نبرد نورث اینچ به رشتهٔ تحریر درآمده است.

## نگارخانه

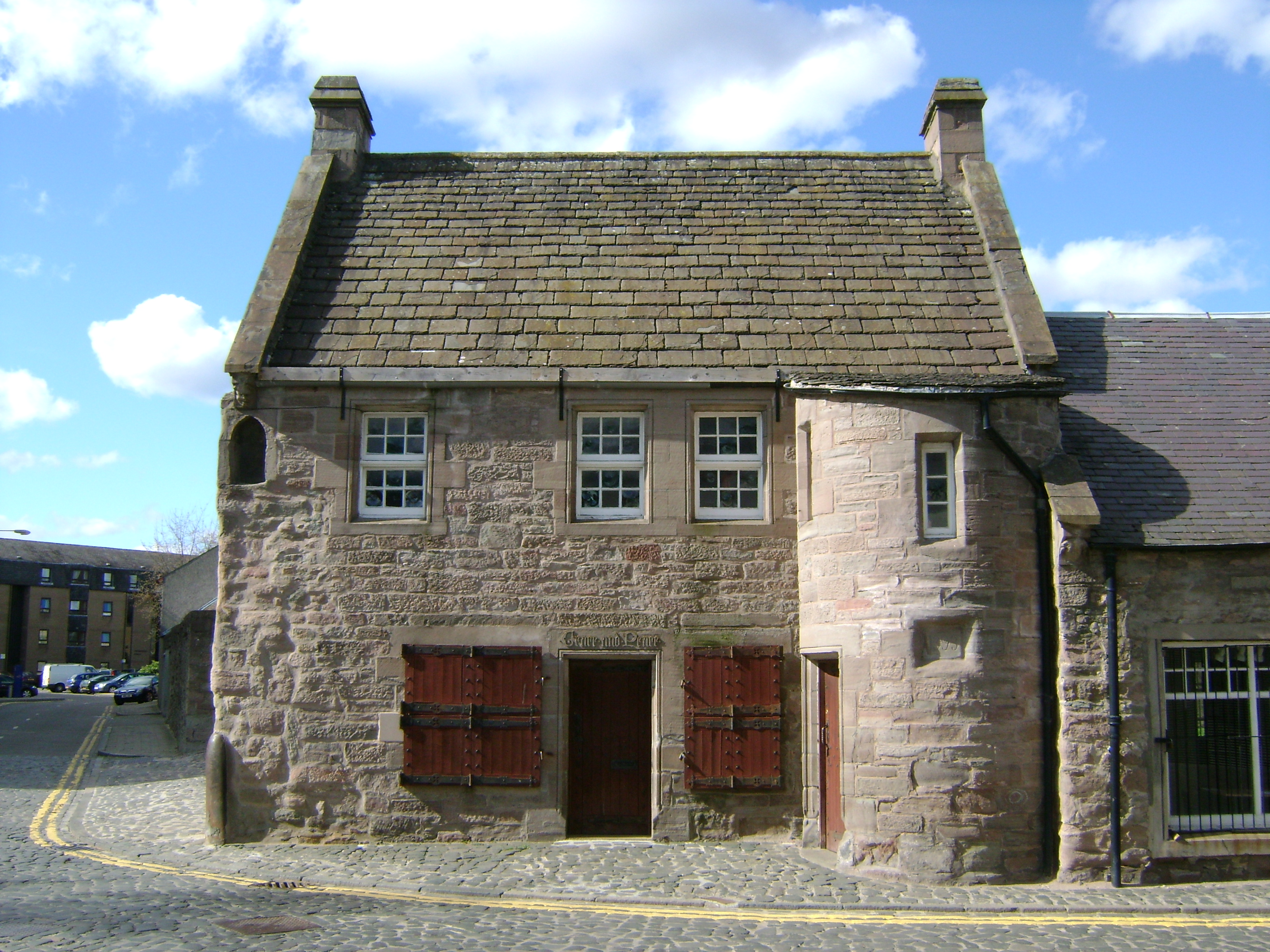
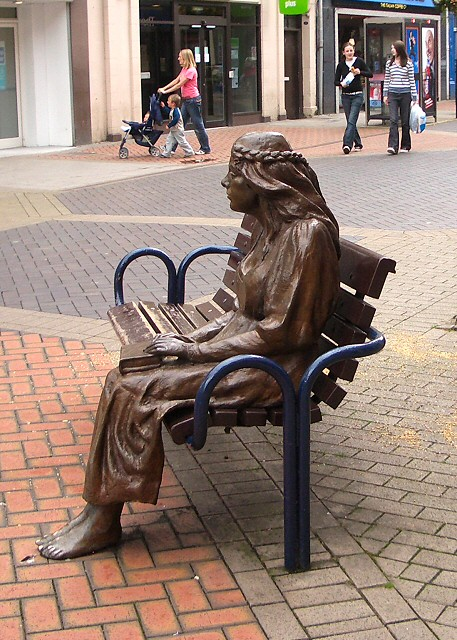
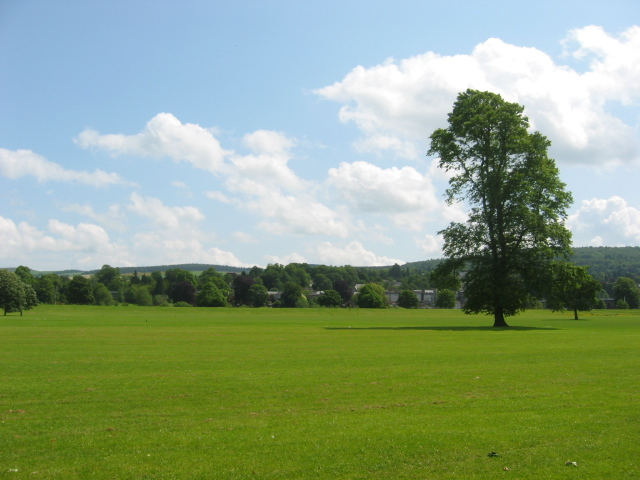